# Daniel Antúnez
Daniel Antúnez Burgos (ur. 10 lutego 1986 w Santa Ana) – amerykański piłkarz pochodzenia meksykańskiego występujący najczęściej na pozycji pomocnika, od 2014 zawodnik Arizona United.

## Kariera klubowa
Antúnez jest potomkiem meksykańskich imigrantów i pochodzi z amerykańskiego miasta Santa Ana. W późniejszym czasie przeniósł się do stanu Teksas, gdzie uczęszczał do Robert E. Lee High School. W piłkę nożną zaczynał grać w Lon Morris College i później w University of Hartford. W styczniu 2008 został wybrany w drafcie przez Colorado Rapids i wystąpił w jednym meczu rezerw tego zespołu, jednak nie zaproponowano mu ostatecznie profesjonalnego kontraktu. Jesienią tego samego roku występował w Rochester Rhinos z drugiej ligi amerykańskiej – USL First Division.
W 2009 roku Antúnez reprezentował barwy fińskiego trzecioligowca Pallo-Iirot z siedzibą w mieście Rauma, gdzie jego wysoka forma zaowocowała zainteresowaniem klubów z wyższych klas rozgrywkowych. Ostatecznie wiosną 2010 podpisał roczny kontrakt z pierwszoligowym Interem Turku – w Veikkausliidze zadebiutował 19 kwietnia 2010 w zremisowanym 1:1 spotkaniu z IFK Mariehamn, natomiast premierowego gola strzelił 3 maja tego samego roku w przegranej 1:3 konfrontacji z FC Lahti. Z Interem wziął udział w eliminacjach do Ligi Europy 2010/2011 – jego ekipa odpadła w trzeciej rundzie kwalifikacyjnej po przegranym dwumeczu z belgijskim KRC Genk, natomiast Antúnez w przegranej 2:3 konfrontacji rewanżowej dwukrotnie wpisał się na listę strzelców.
Podczas wiosennego sezonu Clausura rozgrywek 2010/2011 Antúnez na zasadzie wolnego transferu zasilił meksykański zespół Tecos UAG z siedzibą w mieście Guadalajara. W tamtejszej Primera División pierwszy mecz rozegrał 8 stycznia 2011 w przegranym 1:4 spotkaniu z Cruz Azul. Ogółem w Tecos zanotował dwa występy ligowe bez zdobytej bramki. Jesienią 2011 pozostawał bez klubu, natomiast w styczniu 2012 jako wolny zawodnik powrócił do swojego byłego klubu – Interu Turku, wówczas wicemistrza Finlandii. W 2013 roku grał w Chivas USA, a w 2014 trafił do klubu Arizona United.
| Sezon     | Klub             | Kraj              | Rozgrywki          | Mecze | Bramki |
| --------- | ---------------- | ----------------- | ------------------ | ----- | ------ |
| 2008      | Rochester Rhinos | Stany Zjednoczone | USL First Division | 8     | 1      |
| 2009      | Pallo-Iirot      | Finlandia         | Kakkonen           | 8     | 6      |
| 2010      | Inter Turku      | Finlandia         | Veikkausliiga      | 23    | 1      |
| 2010/2011 | Tecos UAG        | Meksyk            | Primera División   | 2     | 0      |
| 2012      | Inter Turku      | Finlandia         | Veikkausliiga      | 25    | 2      |
| 2013      | Chivas USA       | Stany Zjednoczone | MLS                | 3     | 0      |
| 2014      | Arizona United   | Stany Zjednoczone | USL Pro            | 19    | 0      |
| 2015      | Arizona United   | Stany Zjednoczone | USL Pro            | 11    | 0      |
| 2016      | Arizona United   | Stany Zjednoczone | USL Pro            |       |        |